# Rallye de Grande-Bretagne 1985
Le Rallye de Grande-Bretagne 1985 (41st Lombard RAC Rally), disputé du 24 au 28 novembre 1985, est la cent-quarante-septième manche du championnat du monde des rallyes (WRC) courue depuis 1973 et la douzième et dernière manche du championnat du monde des rallyes 1985.

## Contexte avant la course

### Le championnat du monde

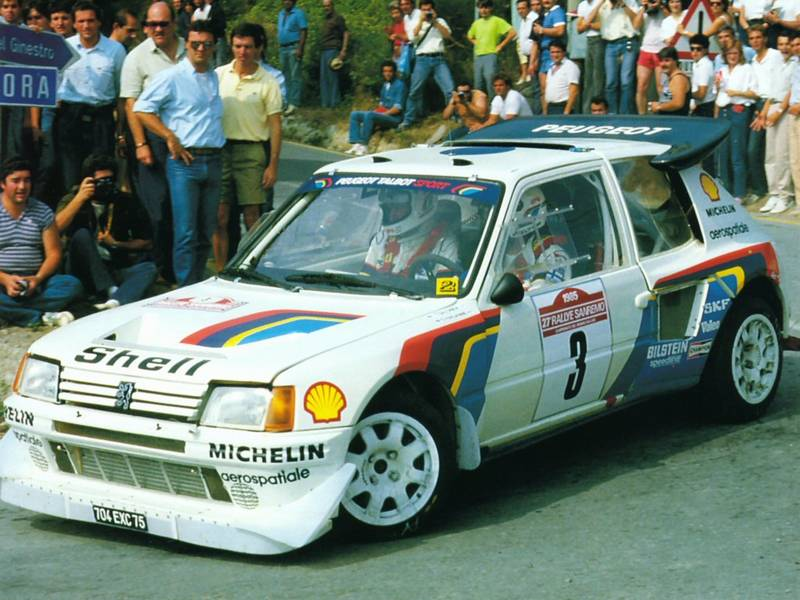
Au volant de la Peugeot 205 Turbo 16, Timo Salonen a dominé la saison 1985.

Ayant succédé en 1973 au championnat international des marques (en vigueur de 1970 à 1972), le championnat du monde des rallyes comprend généralement une douzaine manches, comprenant les plus célèbres épreuves routières internationales, telles le Rallye Monte-Carlo, le Safari ou le RAC Rally. Depuis 1979, le championnat des constructeurs a été doublé d'un championnat pilotes, ce dernier remplaçant l'éphémère Coupe des conducteurs, organisée à seulement deux reprises en 1977 et 1978. Le calendrier 1985 intègre douze manches pour l'attribution du titre de champion du monde des pilotes mais seulement onze sélectives pour le championnat des marques (le Rallye de Côte d'Ivoire en étant exclu). Les épreuves sont réservées aux catégories suivantes :
- Groupe N : voitures de grande production de série, ayant au minimum quatre places, fabriquées à au moins 5000 exemplaires en douze mois consécutifs ; modifications très limitées par rapport au modèle de série (bougies, amortisseurs).
- Groupe A : voitures de tourisme de grande production, fabriquées à au moins 5000 exemplaires en douze mois consécutifs, avec possibilité de modifications des pièces d'origine ; poids minimum fonction de la cylindrée.
- Groupe B : voitures de grand tourisme, fabriquées à au moins 200 exemplaires en douze mois consécutifs, avec possibilité de modifications des pièces d'origine (extension d'homologation portant sur 10% de la production[2]).

Bien que ne comportant aucun enjeu officiel, les titres mondiaux (constructeurs et conducteurs) étant depuis le Rallye des 1000 lacs acquis à Peugeot et à son premier pilote Timo Salonen, la dernière épreuve de la saison sera cependant le théâtre des premiers tours de roue des nouvelles Lancia Delta S4 et MG Metro 6R4, sérieuses concurrentes des Peugeot 205 Turbo 16 et Audi Sport Quattro S1.

### L'épreuve
Tout d'abord concours de maniabilité et de navigation, le Rallye RAC (pour Royal Automobile Club) est devenu après guerre une véritable épreuve de vitesse, avec système de classement établi par chronométrage. Empruntant majoritairement pistes et chemins de terre, sur un parcours tenu secret jusqu'au départ, il s'avère l'une des manches les plus sélectives du championnat du monde, faisant appel aux qualités d'improvisation des pilotes. Seul à s'y être imposé à quatre reprises (entre 1978 et 1982), le Finlandais Hannu Mikkola est l'un des meilleurs spécialistes de l'épreuve.

## Le parcours
- départ : 24 novembre 1985 de Nottingham
- arrivée : 28 novembre 1985 à Nottingham

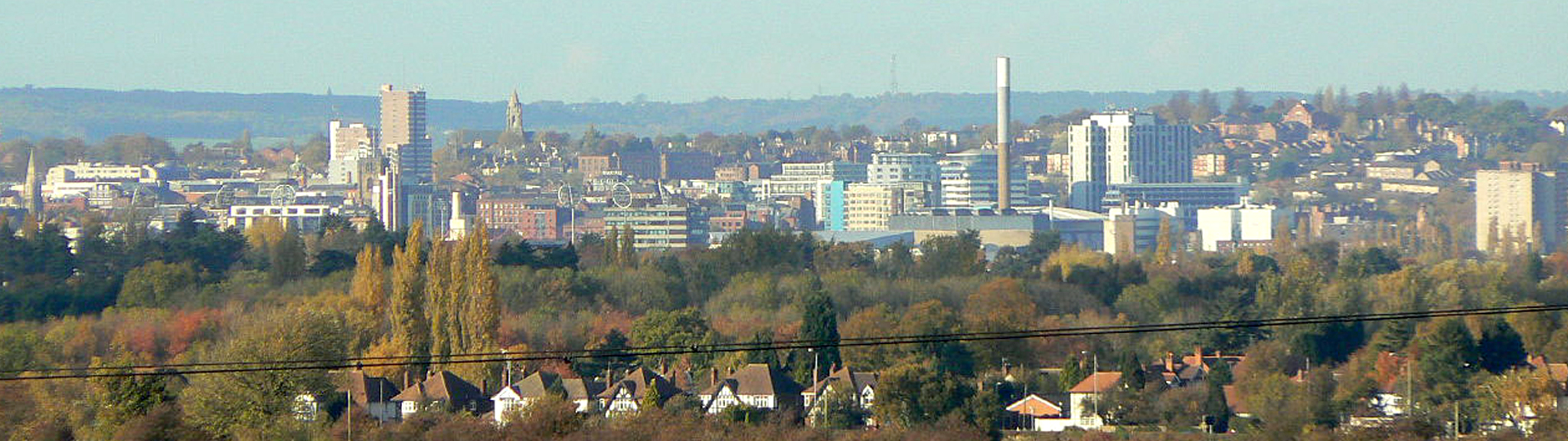
Nottingham, point central du Rallye RAC 1985.

- distance : 3 530 km dont 876,17 km sur 63 épreuves spéciales (65 épreuves spéciales initialement prévu pour un total de 896,98 km
- surface : terre (90%) et asphalte (10%)
- Parcours divisé en deux étapes principales de trois mini-étapes chacune[4]

### Première étape
- Notthingham - Worcester - Swansea - Notthingham, du 24 au 25 novembre

#### mini-étape Notthingham - Worcester
- 7 épreuves spéciales, 35,30 km

#### mini-étape Worcester - Swansea
- 8 épreuves spéciales, 159,55 km

#### mini-étape Swansea - Notthingham
- 12 épreuves spéciales, 207,26 km

### Deuxième étape
- Notthingham - Carlisle - Peebles - Carlisle - Hawick - Carlisle - Notthingham, du 26 au 28 novembre

#### mini-étape Notthingham - Carlisle
- 12 épreuves spéciales, 157,40 km

#### mini-étape Carlisle - Peebles - Hawick - Carlisle
- 20 épreuves spéciales, 268,52 km (21 épreuves spéciales initialement prévues, pour un total de 280,54 km)

#### mini-étape Carlisle - Notthingham
- 4 épreuves spéciales, 48,14 km (5 épreuves spéciales initialement prévues, pour un total de 56,93 km)

## Les forces en présence
- Audi

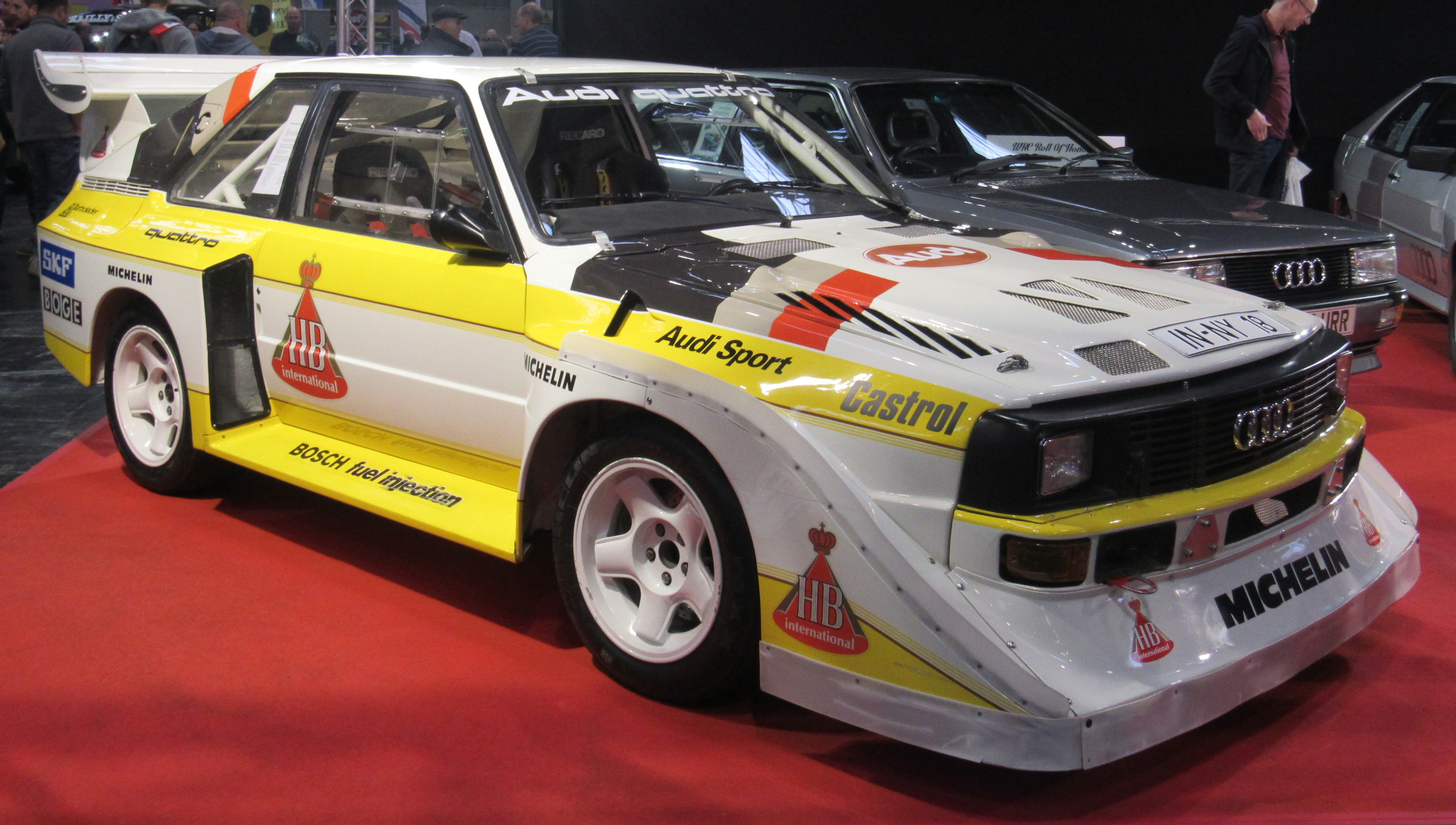
Une Audi Sport Quattro S1 groupe B.

Audi Sport engage deux Sport Quattro S1 groupe B pour Hannu Mikkola et Walter Röhrl. Longs de 4,24 mètres, ces coupés à moteur avant et transmission intégrale (avec différentiel central Torsen-Gleason) pèsent 1150 kg. Leur cinq cylindres de 2110 cm3 à injection électronique Bosch est suralimenté par un turbocompresseur KKK. La puissance annoncée est de 450 chevaux à 8000 tr/min mais, en jouant sur la pression de suralimentation, plus de 500 chevaux sont disponibles. Si la voiture de Mikkola utilise l'habituelle boîte manuelle à six vitesses, celle de Röhrl est équipée de la nouvelle boîte semi-automatique à cinq rapports. Épaulant les deux voitures officielles, Per Eklund s'aligne sur une Quattro A2 groupe B (1200 kg, moteur avant cinq cylindres, 2121 cm3, turbo KKK, environ 350 chevaux, transmission intégrale) aux couleurs de Clarion. Le constructeur allemand est également présent en groupe A, avec notamment l'Audi 90 Quattro (moteur cinq cylindres atmosphérique de 2144 cm3, transmission intégrale, 190 chevaux) de Mikael Ericsson. Les Audi sont chaussées de pneus Michelin.
- Lancia

Après une première apparition publique en avril lors du Rallye de la Costa Smeralda, comme voiture ouvreuse, aux mains de Markku Alén, la Lancia Delta S4 groupe B aurait dû faire ses débuts officiels au Rallye des 1000 lacs. La Scuderia Lancia a cependant préféré parfaire la mise au point de sa nouvelle arme, attendant la toute dernière manche de l'année pour l'engager en course. Deux Delta S4 seront au départ, Alén étant épaulé par Henri Toivonen qui, contrairement à son coéquipier, a encore très peu roulé sur ce modèle à transmission intégrale. Mesurant quatre mètres de long et pesant 1020 kg, les nouvelles Lancia sont dotées d'un moteur quatre cylindres de 1759 cm3, placé en position centrale arrière. Équipé d'un système d'injection électronique Magneti Marelli et suralimenté par un compresseur volumétrique à lobes Abarth associé à un turbo KKK, il développe 430 chevaux à 8000 tr/min avec la pression nominale du turbocompresseur, et jusqu'à 500 chevaux en jouant sur cette pression. La transmission comprend un différentiel central Ferguson à accouplement visqueux et une boîte de vitesses mécanique à cinq rapports. Les Lancia utilisent des pneus Pirelli.
- Peugeot

Peugeot-Talbot Sport aligne deux 205 Turbo 16 Évolution 2 (groupe B) pour Timo Salonen et Kalle Grundel, ce dernier remplaçant Ari Vatanen, toujours convalescent après son accident en Argentine. Mesurant seulement 3,83 mètres de long et pesant 960 kg, les 205 sont dotées d'un moteur quatre cylindres en position centrale arrière, d'une cylindrée de 1775 cm3. L'alimentation est assurée par un système d'injection électronique Bosch associé à un turbocompresseur Garrett. Pour l'épreuve britannique, la puissance a été volontairement réduite à 430 chevaux à 7500 tr/min. Combinant agilité et transmission intégrale, ces voitures se révèlent très efficaces sur asphalte comme sur piste. En plus de ses deux équipages de pointe, Peugeot a également engagé une 205 T16 première version (environ 350 chevaux) pour l'espoir finlandais Mikael Sundström. Les trois voitures sont équipées de pneus Michelin.
- Toyota

Le Toyota Team Europe a engagé deux Celica TCT groupe B, à transmission classique, pour Björn Waldegård et Juha Kankkunen. Ces coupés sont motorisés par un quatre cylindres de 2090 cm3 alimenté par un système d'injection électronique Nippon Denso associé à un turbocompresseur KKK. La puissance maximale est proche de 380 chevaux à 8500 tr/min. Les Toyota sont chaussées de pneus Pirelli.
- Nissan

Le constructeur japonais a engagé une seule 240RS groupe B, confiée au pilote britannique Terry Kaby. Coupé à transmission classique, la 240RS pèse un peu plus d'une tonne. Son moteur quatre cylindres de 2390 cm3 alimenté par deux carburateurs double corps Solex développe 275 chevaux à 8000 tr/min. Kaby utilise des pneus Michelin.
- MG

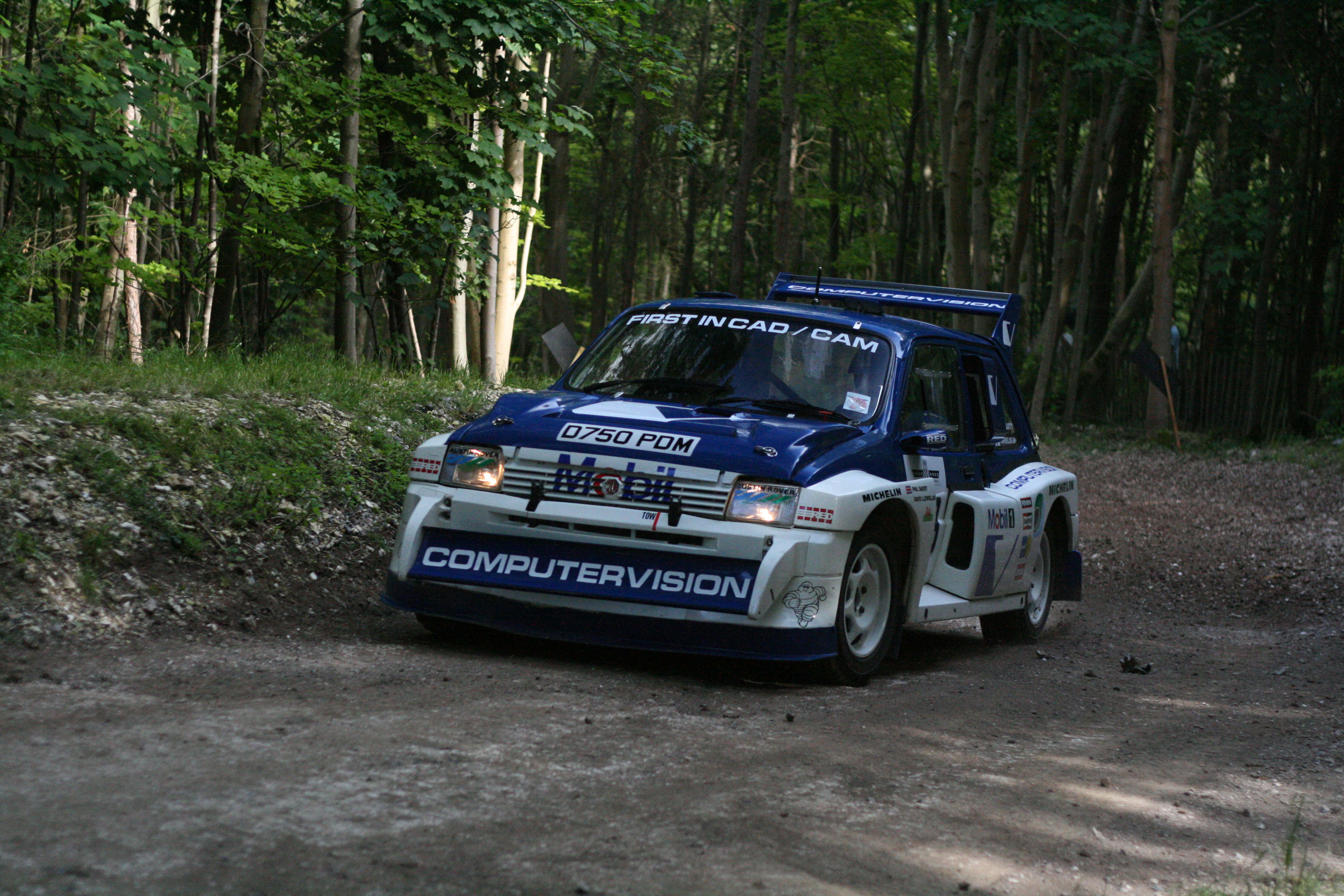
La nouvelle MG Metro 6R4 groupe B.

Austin Rover fait débuter sa nouvelle MG Metro 6R4 groupe B, à moteur central arrière et transmission intégrale. L'architecture de son moteur V6 atmosphérique de 2991 cm3 est inspirée de celle du V8 utilisé par le groupe sur les Range Rover et Rover 3500, avec notamment un angle d'ouverture de 90° et le positionnement de l'alternateur au centre du vé. Alimenté une injection électronique Lucas, ce V6 délivre 395 chevaux à 8500 tr/min. Dotée d'une boîte mécanique à cinq rapports, la MG pèse 1015 kg. Elle se distingue de ses principales rivales par sa longueur extrêmement réduite (3,66 mètres). Les deux exemplaires engagés sont confiés à Tony Pond et à Malcolm Wilson. Ils utilisent des pneus Michelin.
- Opel

Opel Euro Team a préparé trois Manta 400 groupe B pour Russell Brookes, Jimmy McRae et Erwin Weber. Ces coupés à transmission classique pèsent 960 kg. Leur moteur quatre cylindres de 2420 cm3, développé par Cosworth, est alimenté par deux carburateurs Weber double corps et délivre 275 chevaux à 7250 tr/min. Les Opel sont chaussées de pneus Michelin.
- Mazda

Le Mazda Rally Team Europe aligne deux coupés RX-7 groupe B, à moteur rotatif et transmission classique. Ils sont aux mains d'Ingvar Carlsson et de Rod Millen. Leur birotor de 1308 cm3 (équivalant à 2616 cm3 pour un moteur à quatre temps) est alimenté par un carburateur double-corps Weber et délivre 280 chevaux à 8000 tr/min. Ces voitures pèsent une tonne et utilisent des pneus Michelin..

## Déroulement de la course

### Première étape

#### Nottingham - Worcester
Les équipages s'élancent de Nottingham le dimanche matin, sous une pluie glaciale et sur des routes particulièrement boueuses. Les nouvelles Lancia Delta S4 se montrent d'emblée très efficaces, Markku Alén prenant immédiatement la tête devant son coéquipier Henri Toivonen. Dans la deuxième épreuve chronométrée, Toivonen rétrograde derrière la MG Metro de Malcolm Wilson et la Peugeot 205 de Kalle Grundel mais le Finlandais reprend ensuite l'avantage sur ses adversaires au cours de la journée et les deux Lancia vont rallier Worcester aux deux premières places, Alén devançant Toivonen d'une vingtaine de secondes. Derrière, les Peugeot 205 de Timo Salonen et de Kalle Grundel encadrent la MG de Wilson. Tous deux retardés par un tête-à-queue, les pilotes Audi sont plus loin, Hannu Mikkola pointant en septième position entre la 205 de Mikael Sundström et la deuxième MG, aux mains de Tony Pond, Walter Röhrl n'étant que neuvième avec la Quattro S1 à boîte semi-automatique. Dix-septième sur son Audi 90 Quattro, Mikael Ericsson est en tête du groupe A.
| Pos. | Pilote           | Copilote         | Voiture                     | Groupe | Temps       | Écart        |
| ---- | ---------------- | ---------------- | --------------------------- | ------ | ----------- | ------------ |
| 1    | Markku Alén      | Ilkka Kivimäki   | Lancia Delta S4             | B      | 24 min 23 s |              |
| 2    | Henri Toivonen   | Neil Wilson      | Lancia Delta S4             | B      | 24 min 42 s | + 19 s       |
| 3    | Timo Salonen     | Seppo Harjanne   | Peugeot 205 Turbo 16 Évo2   | B      | 25 min 00 s | + 37 s       |
| 4    | Malcolm Wilson   | Nigel Harris     | MG Metro 6R4                | B      | 25 min 02 s | + 39 s       |
| 5    | Kalle Grundel    | Terry Harryman   | Peugeot 205 Turbo 16 Évo2   | B      | 25 min 05 s | + 42 s       |
| 6    | Mikael Sundström | Paul White       | Peugeot 205 Turbo 16        | B      | 25 min 24 s | + 1 min 01 s |
| 7    | Hannu Mikkola    | Arne Hertz       | Audi Sport Quattro S1       | B      | 25 min 25 s | + 1 min 02 s |
| 8    | Tony Pond        | Rob Arthur       | MG Metro 6R4                | B      | 25 min 28 s | + 1 min 05 s |
| 9    | Walter Röhrl     | Phil Short       | Audi Sport Quattro S1       | B      | 26 min 05 s | + 1 min 42 s |
| 10   | Per Eklund       | Björn Cederberg  | Audi Quattro A2             | B      | 26 min 13 s | + 1 min 50 s |
| 11   | Björn Waldegård  | Hans Thorszelius | Toyota Celica Twincam Turbo | B      | 26 min 21 s | + 1 min 58 s |
| 12   | Russell Brookes  | Mike Broad       | Opel Manta 400              | B      | 26 min 36 s | + 2 min 13 s |
| 13   | Juha Kankkunen   | Fred Gallagher   | Toyota Celica Twincam Turbo | B      | 26 min 50 s | + 2 min 27 s |
| 14   | Rod Millen       | Brian Rainbow    | Mazda RX-7                  | B      | 26 min 56 s | + 2 min 33 s |
| 15   | Jimmy McRae      | Ian Grindrod     | Opel Manta 400              | B      | 27 min 01 s | + 2 min 38 s |
| 16   | Terry Kaby       | Kevin Gormley    | Nissan 240RS                | B      | 27 min 08 s | + 2 min 45 s |
| 17   | Mikael Ericsson  | Claes Billstam   | Audi 90 Quattro             | A      | 27 min 37 s | + 3 min 14 s |
| 18   | Pentti Airikkala | Roland McNamee   | Vauxhall Astra GTE          | A      | 27 min 50 s | + 3 min 27 s |
| 19   | Phil Collins     | Roger Freeman    | Opel Manta 400              | B      | 27 min 56 s | + 3 min 33 s |
| 20   | Erwin Weber      | Gunter Wanger    | Opel Manta 400              | B      | 28 min 08 s | + 3 min 45 s |

#### Worcester - Swansea
Après deux heures de repos, les concurrents reprennent la route le dimanche soir. Dans les forêts galloises, Salonen attaque et s'empare de la deuxième place au détriment de Toivonen, ralenti par des ennuis de moteur. Mikkola effectue une belle remontée et se retrouve bientôt quatrième, juste derrière Pond. Salonen parvient à revenir à treize secondes d'Alén avant de perdre une vingtaine de secondes dans le secteur de Margam. Dans l'épreuve suivante, Mikkola domine nettement ses adversaires et se retrouve deuxième, tandis que Salonen, retardé par une crevaison, rétrograde au cinquième rang derrière Grundel et Pond. Toujours au commandement, Alén possède alors plus de quarante secondes d'avance sur son plus proche rival mais peu après une coupure de moteur lui coûte une minute ; Mikkola prend la tête et rallie le parc fermé de Swansea après d'une demi-minute d'avance sur Grundel, qui devance de peu Alén et Salonen. Toivonen et Pond viennent ensuite, les six premiers étant groupés en un peu plus d'une minute. Sorti de la route dans le dernier tronçon chronométré, Röhrl a dû abandonner. Neuvième derrière Sundström et Wilson, Waldegård, le mieux placé dans la catégorie des «deux roues motrices», accuse déjà près de sept minutes de retard. Ericsson ayant cassé son moteur, c'est désormais Mats Jonsson, seizième sur son Opel, qui est en tête du groupe A.

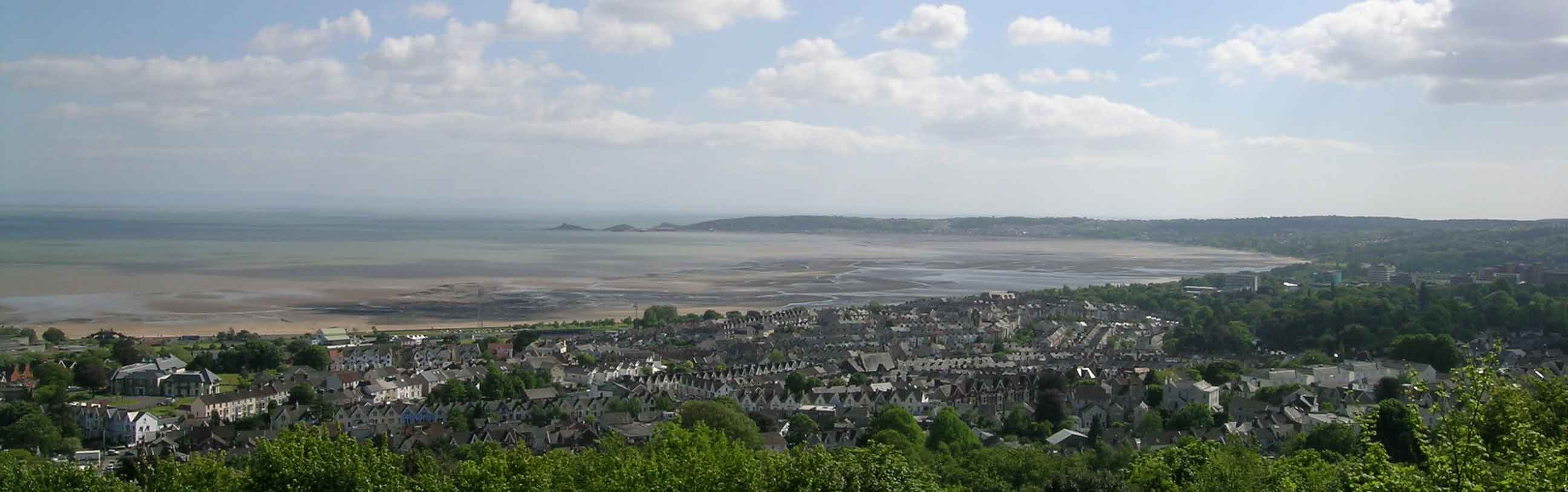
Swansea, sur le parcours de la première étape.

| Pos. | Pilote           | Copilote         | Voiture                     | Groupe | Temps           | Écart         |
| ---- | ---------------- | ---------------- | --------------------------- | ------ | --------------- | ------------- |
| 1    | Hannu Mikkola    | Arne Hertz       | Audi Sport Quattro S1       | B      | 2 h 08 min 45 s |               |
| 2    | Kalle Grundel    | Terry Harryman   | Peugeot 205 Turbo 16 Évo2   | B      | 2 h 09 min 13 s | + 28 s        |
| 3    | Markku Alén      | Ilkka Kivimäki   | Lancia Delta S4             | B      | 2 h 09 min 21 s | + 36 s        |
| 4    | Timo Salonen     | Seppo Harjanne   | Peugeot 205 Turbo 16 Évo2   | B      | 2 h 09 min 24 s | + 39 s        |
| 5    | Henri Toivonen   | Neil Wilson      | Lancia Delta S4             | B      | 2 h 09 min 37 s | + 52 s        |
| 6    | Tony Pond        | Rob Arthur       | MG Metro 6R4                | B      | 2 h 09 min 57 s | + 1 min 12 s  |
| 7    | Mikael Sundström | Paul White       | Peugeot 205 Turbo 16        | B      | 2 h 12 min 05 s | + 3 min 20 s  |
| 8    | Malcolm Wilson   | Nigel Harris     | MG Metro 6R4                | B      | 2 h 12 min 28 s | + 3 min 43 s  |
| 9    | Björn Waldegård  | Hans Thorszelius | Toyota Celica Twincam Turbo | B      | 2 h 15 min 27 s | + 6 min 42 s  |
| 10   | Per Eklund       | Björn Cederberg  | Audi Quattro A2             | B      | 2 h 15 min 41 s | + 6 min 56 s  |
| 11   | Juha Kankkunen   | Fred Gallagher   | Toyota Celica Twincam Turbo | B      | 2 h 18 min 19 s | + 9 min 34 s  |
| 12   | Jimmy McRae      | Ian Grindrod     | Opel Manta 400              | B      | 2 h 20 min 15 s | + 11 min 30 s |
| 13   | Ingvar Carlsson  | Benny Melander   | Mazda RX-7                  | B      | 2 h 21 min 48 s | + 13 min 03 s |
| 14   | Terry Kaby       | Kevin Gormley    | Nissan 240RS                | B      | 2 h 22 min 22 s | + 13 min 37 s |
| 15   | Rod Millen       | Brian Rainbow    | Mazda RX-7                  | B      | 2 h 23 min 21 s | + 14 min 36 s |
| 16   | Mats Jonsson     | Johnny Johansson | Opel Ascona                 | A      | 2 h 23 min 48 s | + 15 min 03 s |

#### Swansea - Nottingham
Les équipages repartent de Swansea en fin de nuit. Waldegård ne va pas beaucoup plus loin, éliminé par une sortie de route. Toujours très rapide dans la forêt, Mikkola porte son avance sur Grundel à cinquante secondes avant que d'être ralenti par des problèmes d'injection, permettant à Salonen de se rapprocher de l'Audi de tête, alors qu'une sortie de route vient d'éliminer Grundel. Le champion du monde est revenu à trois secondes du leader quand une rupture de bielle le contraint à l'abandon. Mikkola conserve de peu l'avantage sur Alén mais renonce aussitôt, le moteur de l'Audi refusant de démarrer au départ du secteur suivant. Les deux Lancia sont désormais en tête, Alén devançant Toivonen de plus d'une minute. Une minute plus loin vient Pond, les autres concurrents, emmenés par Sundström et Wilson, étant nettement distancés. Une surchauffe du moteur va contraindre Wilson à l'abandon tandis que dans la dernière spéciale galloise Toivonen perd deux minutes et se fait dépasser par Pond. Alén termine l'étape avec trois minutes d'avance sur la MG du pilote britannique et quatre sur son coéquipier Toivonen. Sixième derrière Sundström et Eklund, la Toyota de Juha Kankkunen a succédé à celle de Waldegård en tête des «deux roues motrices», devançant l'Opel de Jimmy McRae et la Nissan de Terry Kaby. Onzième, Jonsson conserve l'avantage en groupe A. Il reste quatre-vingt-dix-neuf voitures en course.
| Pos. | Pilote           | Copilote         | Voiture                     | Groupe | Temps           | Écart         |
| ---- | ---------------- | ---------------- | --------------------------- | ------ | --------------- | ------------- |
| 1    | Markku Alén      | Ilkka Kivimäki   | Lancia Delta S4             | B      | 4 h 20 min 17 s |               |
| 2    | Tony Pond        | Rob Arthur       | MG Metro 6R4                | B      | 4 h 23 min 29 s | + 3 min 12 s  |
| 3    | Henri Toivonen   | Neil Wilson      | Lancia Delta S4             | B      | 4 h 24 min 22 s | + 4 min 05 s  |
| 4    | Mikael Sundström | Paul White       | Peugeot 205 Turbo 16        | B      | 4 h 27 min 36 s | + 7 min 19 s  |
| 5    | Per Eklund       | Björn Cederberg  | Audi Quattro A2             | B      | 4 h 33 min 31 s | + 13 min 14 s |
| 6    | Juha Kankkunen   | Fred Gallagher   | Toyota Celica Twincam Turbo | B      | 4 h 41 min 12 s | + 20 min 55 s |
| 7    | Jimmy McRae      | Ian Grindrod     | Opel Manta 400              | B      | 4 h 43 min 02 s | + 22 min 45 s |
| 8    | Terry Kaby       | Kevin Gormley    | Nissan 240RS                | B      | 4 h 48 min 18 s | + 28 min 01 s |
| 9    | Rod Millen       | Brian Rainbow    | Mazda RX-7                  | B      | 4 h 49 min 04 s | + 28 min 47 s |
| 10   | Ingvar Carlsson  | Benny Melander   | Mazda RX-7                  | B      | 4 h 50 min 00 s | + 29 min 43 s |
| 11   | Mats Jonsson     | Johnny Johansson | Opel Ascona                 | A      | 4 h 53 min 06 s | + 32 min 49 s |
| 12   | Russell Brookes  | Mike Broad       | Opel Manta 400              | B      | 4 h 53 min 22 s | + 33 min 05 s |

### Deuxième étape

#### Nottingham - Carlisle
Les concurrents repartent de Nottingham le mardi matin, après une nuit de repos, en direction du nord. Il fait froid et la neige fait son apparition. Malgré les mauvaises conditions climatiques, la première partie du parcours se déroule sans incident notable, Toivonen parvenant cependant à réduire progressivement son retard sur Pond. Alors qu'il avait accentué son avance sur ses poursuivants, Alén sort de la route dans la forêt de Dalby, arrachant roue et suspension arrière. Il perd plus de deux minutes mais conserve néanmoins plus d'une minute d'avance sur Pond. Les mécaniciens de la Scuderia Lancia parviennent à remettre rapidement la voiture en état et Alén va se montrer régulièrement le plus rapide au cours de la soirée, creusant à nouveau l'écart sur Pond. Le pilote Lancia rallie Carlisle, au milieu de la nuit, avec plus de deux minutes d'avance sur la MG du Britannique et près de trois sur Toivonen. Toujours quatrième, Sundström accuse six minutes et demie de retard. Eklund est dix minutes plus loin, conservant une bonne marge d'avance sur Kankkunen. Jonsson, douzième, conserve la tête du groupe A. Quatre-vingt-deux voitures restent encore en course.
| Pos. | Pilote           | Copilote         | Voiture                     | Groupe | Temps           | Écart         |
| ---- | ---------------- | ---------------- | --------------------------- | ------ | --------------- | ------------- |
| 1    | Markku Alén      | Ilkka Kivimäki   | Lancia Delta S4             | B      | 5 h 53 min 43 s |               |
| 2    | Tony Pond        | Rob Arthur       | MG Metro 6R4                | B      | 5 h 56 min 01 s | + 2 min 18 s  |
| 3    | Henri Toivonen   | Neil Wilson      | Lancia Delta S4             | B      | 5 h 56 min 36 s | + 2 min 53 s  |
| 4    | Mikael Sundström | Paul White       | Peugeot 205 Turbo 16        | B      | 6 h 00 min 22 s | + 6 min 39 s  |
| 5    | Per Eklund       | Björn Cederberg  | Audi Quattro A2             | B      | 6 h 09 min 45 s | + 16 min 02 s |
| 6    | Juha Kankkunen   | Fred Gallagher   | Toyota Celica Twincam Turbo | B      | 6 h 17 min 22 s | + 23 min 39 s |
| 7    | Jimmy McRae      | Ian Grindrod     | Opel Manta 400              | B      | 6 h 21 min 49 s | + 28 min 06 s |
| 8    | Terry Kaby       | Kevin Gormley    | Nissan 240RS                | B      | 6 h 29 min 36 s | + 35 min 53 s |
| 9    | Rod Millen       | Brian Rainbow    | Mazda RX-7                  | B      | 6 h 29 min 42 s | + 35 min 59 s |
| 10   | Ingvar Carlsson  | Benny Melander   | Mazda RX-7                  | B      | 6 h 31 min 04 s | + 37 min 21 s |
| 11   | Russell Brookes  | Mike Broad       | Opel Manta 400              | B      | 6 h 31 min 49 s | + 38 min 06 s |
| 12   | Mats Jonsson     | Johnny Johansson | Opel Ascona                 | A      | 6 h 37 min 03 s | + 43 min 20 s |

#### Carlisle - Peebles - Carlisle

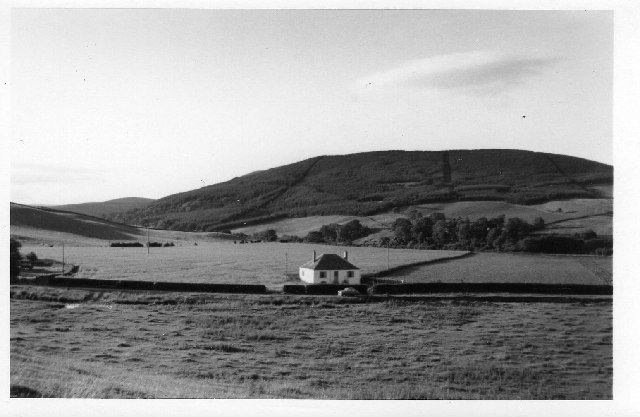
Les environs d'Ae, au sud-ouest de l'Écosse ; c'est dans ce secteur que Mikael Sundström a perdu toutes ses chances de bien figurer.

Il fait toujours très froid et une bonne partie du parcours est verglacée lorsque les équipages abordent la double boucle écossaise, le mercredi, bien avant l'aube. D'une durée de vingt-quatre heures, c'est la partie la plus éprouvante du rallye. Toivonen se montre extrêmement rapide dans le premier secteur chronométré et déborde Pond, mais ce dernier réagit aussitôt et dès l'épreuve suivante repasse devant la deuxième Lancia. Les deux hommes vont se disputer âprement la place de dauphin, tandis qu'Alén continue à caracoler en tête, conservant une bonne marge de manœuvre sur ses poursuivants. Pond semble en mesure de résister aux attaques de Toivonen quand, peu après Peebles, un mauvais choix de pneus lui coûte près d'une demi-minute et permet au pilote finlandais de récupérer la deuxième place. Le Britannique va concéder une minute supplémentaire dans le secteur de Craik, perdant définitivement le contact avec son adversaire. L'issue de la course reste cependant incertaine, les plaques de verglas étant particulièrement nombreuses. Dans le secteur d'Ae, Sundström se fait piéger au passage d'un haut de côte et effectue un tonneau, détruisant sa 205, heureusement sans dommage pour l'équipage. Dans l'épreuve suivante, Toivonen effectue également un tonneau, mais ne heurte aucun obstacle et peut repartir sans avoir perdu sa deuxième place. À la halte de Carlisle, Alén possède plus de trois minutes d'avance sur son coéquipier et plus de quatre sur Pond. À bonne distance, Eklund occupe désormais la quatrième place, devançant Kankkunen de plus de six minutes, McRae, sixième, étant beaucoup plus loin.
| Pos. | Pilote          | Copilote         | Voiture                     | Groupe | Temps           | Écart         |
| ---- | --------------- | ---------------- | --------------------------- | ------ | --------------- | ------------- |
| 1    | Markku Alén     | Ilkka Kivimäki   | Lancia Delta S4             | B      | 7 h 20 min 49 s |               |
| 2    | Henri Toivonen  | Neil Wilson      | Lancia Delta S4             | B      | 7 h 23 min 57 s | + 3 min 08 s  |
| 3    | Tony Pond       | Rob Arthur       | MG Metro 6R4                | B      | 7 h 25 h 04 s   | + 4 min 15 s  |
| 4    | Per Eklund      | Björn Cederberg  | Audi Quattro A2             | B      | 7 h 43 h 24 s   | + 22 min 35 s |
| 5    | Juha Kankkunen  | Fred Gallagher   | Toyota Celica Twincam Turbo | B      | 7 h 49 h 45 s   | + 28 min 56 s |
| 6    | Jimmy McRae     | Ian Grindrod     | Opel Manta 400              | B      | 7 h 58 h 03 s   | + 37 min 14 s |
| 7    | Terry Kaby      | Kevin Gormley    | Nissan 240RS                | B      | 8 h 07 min 31 s | + 46 min 42 s |
| 8    | Russell Brookes | Mike Broad       | Opel Manta 400              | B      | 8 h 07 min 49 s | + 47 min 00 s |
| 9    | Rod Millen      | Brian Rainbow    | Mazda RX-7                  | B      | 8 h 08 min 41 s | + 47 min 52 s |
| 10   | Ingvar Carlsson | Benny Melander   | Mazda RX-7                  | B      | 8 h 09 min 49 s | + 49 min 00 s |
| 11   | Mats Jonsson    | Johnny Johansson | Opel Ascona                 | A      | 8 h 17 min 28 s | + 56 min 39 s |
| 12   | Andrew Wood     | Miche Nicholson  | Vauxhall Astra GTE          | A      | 8 h 18 min 47 s | + 57 min 58 s |

#### Carlisle - Hawick - Carlisle
Après quelques heures de repos, les concurrents s'élancent pour une nouvelle  boucle au nord de Carlisle, sillonnant pour la deuxième fois la forêt de Kielder. Toivonen est retardé par des problèmes de transmission, mais conserve cependant une minute d'avance sur Pond. Alors qu'il possédait plus de quatre minutes d'avance sur son coéquipier, Alén, piégé par le verglas, sort de la route et s'enlise dans un fossé. Aucun spectateur n'est présent dans ce secteur et ce n'est que grâce à l'aide de Kankkunen et de son copilote Fred Gallagher que l'équipage parviendra à reprendre la route. Al'en a cependant perdu plus de cinq minutes dans l'aventure, rétrogradant en troisième position derrière Toivonen et Pond, alors séparés de cinquante-quatre secondes. Dans la nuit écossaise, Alén va faire le forcing pour réduire son retard sur Pond. Ce dernier résiste et conserve une demi-minute d'avance sur le Finlandais avant de passer la frontière anglaise et d'aborder la région du Lake District. L'apparition de la neige dans ce secteur va toutefois favoriser les Lancia et Alén parvient à remonter en deuxième position, à moins de deux minutes de son coéquipier Toivonen, avant de rallier le parc fermé de Carlisle. Troisième, Pond est maintenant à plus de quarante secondes de la deuxième Lancia. Vingt minutes derrière, Eklund conserve la quatrième place et Kankukunen la cinquième, loin devant McRae.
| Pos. | Pilote          | Copilote        | Voiture                     | Groupe | Temps           | Écart             |
| ---- | --------------- | --------------- | --------------------------- | ------ | --------------- | ----------------- |
| 1    | Henri Toivonen  | Neil Wilson     | Lancia Delta S4             | B      | 8 h 52 min 11 s |                   |
| 1    | Markku Alén     | Ilkka Kivimäki  | Lancia Delta S4             | B      | 8 h 54 min 06 s | + 1 min 55 s      |
| 3    | Tony Pond       | Rob Arthur      | MG Metro 6R4                | B      | 8 h 54 min 50 s | + 2 min 39 s      |
| 4    | Per Eklund      | Björn Cederberg | Audi Quattro A2             | B      | 9 h 16 min 23 s | + 23 min 12 s     |
| 5    | Juha Kankkunen  | Fred Gallagher  | Toyota Celica Twincam Turbo | B      | 9 h 25 min 14 s | + 32 min 03 s     |
| 6    | Jimmy McRae     | Ian Grindrod    | Opel Manta 400              | B      | 9 h 33 min 35 s | + 40 min 24 s     |
| 7    | Terry Kaby      | Kevin Gormley   | Nissan 240RS                | B      | 9 h 41 min 22 s | + 48 min 11 s     |
| 8    | Russell Brookes | Mike Broad      | Opel Manta 400              | B      | 9 h 42 min 42 s | + 49 min 31 s     |
| 9    | Rod Millen      | Brian Rainbow   | Mazda RX-7                  | B      | 9 h 46 min 07 s | + 52 min 56 s     |
| 10   | Ingvar Carlsson | Benny Melander  | Mazda RX-7                  | B      | 9 h 47 min 40 s | + 54 min 29 s     |
| 11   | Erwin Weber     | Gunter Wanger   | Opel Manta 400              | B      | 9 h 55 min 23 s | + 1 h 02 min 12 s |
| 12   | Andrew Wood     | Miche Nicholson | Vauxhall Astra GTE          | A      | 9 h 55 min 53 s | + 1 h 02 min 42 s |

#### Carlisle - Nottingham
Les soixante-six équipages rescapés repartent le jeudi, avant l'aube, en direction de Nottingham. Toivonen ayant près de deux minutes d'avance sur son coéquipier, ses mécaniciens en profitent pour remplacer, dès la sortie du parc fermé, le différentiel avant et le compresseur volumétrique de sa Lancia. L'opération est rondement menée et le pilote finlandais parvient à pointer avec seulement trente-six minutes de retard avant le départ de la première épreuve de Grizedale ; il n'écope que d'une minute de pénalisation routière et conserve la tête, cinquante-cinq secondes devant Alén. Il accroît son avance dans le premier secteur chronométré. La course est désormais jouée, les dernières spéciales étant trop courtes pour influer le classement. Les Lancia Delta S4 réalisent le doublé dès leur première sortie officielle, Toivonen s'imposant devant Alén et Pond, qui a démontré les qualités de la nouvelle MG. Les trois hommes terminent loin devant les autres concurrents, emmenés par Eklund et Waldegård. Auteur d'un sans-faute, McRae termine sixième, devant la Nissan de Kaby. C'est finalement la Vauxhall de Wood, douzième au classement général, qui remporte le groupe A, le Britannique ayant débordé Jonsson en toute fin d'épreuve. Soixante-trois voitures ont atteint l'arrivée.

### Classements intermédiaires
Classements intermédiaires des pilotes après chaque épreuve spéciale,

### Classement général

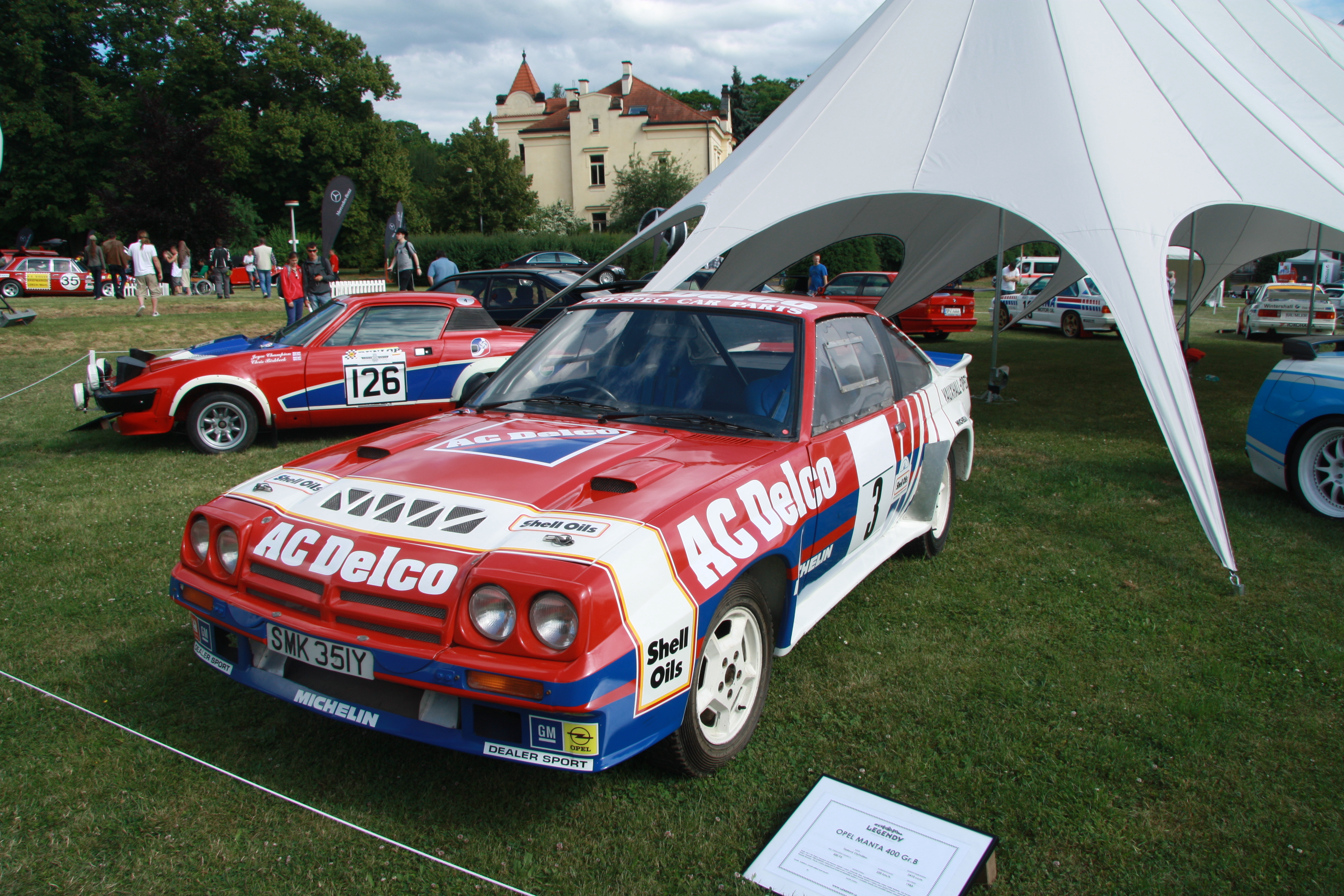
Une Opel Manta 400 semblable à celle de Jimmy McRae, sixième de l'épreuve.

| Pos | No | Pilote          | Copilote        | Voiture                     | Temps            | Écart         | Groupe |
| --- | -- | --------------- | --------------- | --------------------------- | ---------------- | ------------- | ------ |
| 1   | 6  | Henri Toivonen  | Neil Wilson     | Lancia Delta S4             | 9 h 32 min 05 s  |               | B      |
| 2   | 3  | Markku Alén     | Ilkka Kivimäki  | Lancia Delta S4             | 9 h 33 min 01 s  | + 56 s        | B      |
| 3   | 10 | Tony Pond       | Rob Arthur      | MG Metro 6R4                | 9 h 34 min 32 s  | + 2 min 27 s  | B      |
| 4   | 8  | Per Eklund      | Björn Cederberg | Audi Quattro A2             | 9 h 58 min 35 s  | + 26 min 30 s | B      |
| 5   | 5  | Juha Kankkunen  | Fred Gallagher  | Toyota Celica Twincam Turbo | 10 h 10 min 53 s | + 38 min 48 s | B      |
| 6   | 14 | Jimmy McRae     | Ian Grindrod    | Opel Manta 400              | 10 h 16 min 01 s | + 43 min 56 s | B      |
| 7   | 17 | Terry Kaby      | Kevin Gormley   | Nissan 240RS                | 10 h 24 min 08 s | + 52 min 03 s | B      |
| 8   | 11 | Russell Brookes | Mike Broad      | Opel Manta 400              | 10 h 25 min 50 s | + 53 min 45 s | B      |
| 9   | 25 | Rod Millen      | Brian Rainbow   | Mazda RX-7                  | 10 h 29 min 39 s | + 57 min 34 s | B      |
| 10  | 9  | Ingvar Carlsson | Benny Melander  | Mazda RX-7                  | 10 h 29 min 57 s | + 57 min 52 s | B      |

### Équipages de tête
- ES1 à ES13 :  Markku Alén -  Ilkka Kivimäki (Lancia Delta S4)
- ES14 à ES20 :  Hannu Mikkola -  Arne Hertz (Audi Sport Quattro S1)
- ES21 à ES53 :  Markku Alén -  Ilkka Kivimäki (Lancia Delta S4)
- ES54 à ES65 :  Henri Toivonen -  Neil Wilson (Lancia Delta S4)

### Vainqueurs d'épreuves spéciales
- Markku Alén -  Ilkka Kivimäki (Lancia Delta S4) : 26 spéciales (ES 1, 2, 5 à 7, 17, 21 à 25, 29, 30, 32, 34 à 37, 46, 48, 49, 51, 55, 56, 62, 65)
- Henri Toivonen -  Neil Wilson (Lancia Delta S4) : 18 spéciales (ES 4, 26 à 32, 38 à 40, 47, 50, 52, 57, 59 à 61)
- Tony Pond -  Rob Arthur (MG Metro 6R4) : 11 spéciales (ES 9, 11, 30, 33, 36, 41, 44, 53, 54, 58, 63)
- Timo Salonen -  Seppo Harjanne (Peugeot 205 Turbo 16 Évo2) : 5 spéciales (ES 8, 10, 18 à 20)
- Mikael Sundström -  Paul White (Peugeot 205 Turbo 16) : 4 spéciales (ES 30, 36, 42, 45)
- Kalle Grundel -  Terry Harryman (Peugeot 205 Turbo 16 Évo2) : 3 spéciales (ES 3, 12, 15)
- Hannu Mikkola -  Arne Hertz (Audi Sport Quattro S1) : 3 spéciales (ES 13, 14, 16)

## Résultats des principaux engagés
| No | Pilote           | Copilote         | Voiture                     | Groupe | Classement général                         | Class. groupe |
| -- | ---------------- | ---------------- | --------------------------- | ------ | ------------------------------------------ | ------------- |
| 1  | Timo Salonen     | Seppo Harjanne   | Peugeot 205 Turbo 16 Évo2   | B      | ab. dans la 21e spéciale (moteur)          | -             |
| 2  | Hannu Mikkola    | Arne Hertz       | Audi Sport Quattro S1       | B      | ab. dans la 22e spéciale (moteur)          | -             |
| 3  | Markku Alén      | Ilkka Kivimäki   | Lancia Delta S4             | B      | 2e à 56 s                                  | 2e            |
| 4  | Walter Röhrl     | Phil Short       | Audi Sport Quattro S1       | B      | ab. dans la 15e spéciale (sortie de route) | -             |
| 5  | Juha Kankkunen   | Fred Gallagher   | Toyota Celica Twincam Turbo | B      | 5e à 38 min 48 s                           | 5e            |
| 6  | Henri Toivonen   | Neil Wilson      | Lancia Delta S4             | B      | 1er                                        | 1er           |
| 7  | Björn Waldegård  | Hans Thorszelius | Toyota Celica Twincam Turbo | B      | ab. dans la 16e spéciale (sortie de route) | -             |
| 8  | Per Eklund       | Björn Cederberg  | Audi Quattro A2             | B      | 4e à 26 min 30 s                           | 4e            |
| 9  | Ingvar Carlsson  | Benny Melander   | Mazda RX-7                  | B      | 10e à 57 min 52 s                          | 10e           |
| 10 | Tony Pond        | Rob Arthur       | MG Metro 6R4                | B      | 3e à 2 min 27 s                            | 3e            |
| 11 | Russell Brookes  | Mike Broad       | Opel Manta 400              | B      | 8e à 53 min 45 s                           | 8e            |
| 12 | Kalle Grundel    | Terry Harryman   | Peugeot 205 Turbo 16 Évo2   | B      | ab. dans la 20e spéciale (sortie de route) | -             |
| 13 | Malcolm Wilson   | Nigel Harris     | MG Metro 6R4                | B      | ab. dans la 23e spéciale (moteur)          | -             |
| 14 | Jimmy McRae      | Ian Grindrod     | Opel Manta 400              | B      | 6e à 43 min 56 s                           | 6e            |
| 15 | Mikael Sundström | Paul White       | Peugeot 205 Turbo 16        | B      | ab. dans la 50e spéciale (sortie de route) | -             |
| 16 | Erwin Weber      | Gunter Wanger    | Opel Manta 400              | B      | 11e à 1 h 09 min 29 s                      | 11e           |
| 17 | Terry Kaby       | Kevin Gormley    | Nissan 240RS                | B      | 7e à 52 min 03 s                           | 7e            |
| 20 | Mikael Ericsson  | Claes Billstam   | Audi 90 Quattro             | A      | ab. dans la 9e spéciale (moteur)           | -             |
| 24 | Mats Jonsson     | Johnny Johansson | Opel Ascona                 | A      | 13e à 1 h 19 min 33 s                      | 2e            |
| 25 | Rod Millen       | Brian Rainbow    | Mazda RX-7                  | B      | 9e à 57 min 34 s                           | 9e            |
| 27 | Pentti Airikkala | Roland McNamee   | Vauxhall Astra GTE          | A      | ab. dans la 52e spéciale (suspension)      | -             |
| 29 | Andrew Wood      | Miche Nicholson  | Vauxhall Astra GTE          | A      | 12e à 1 h 11 min 13 s                      | 1er           |
| 32 | John Haugland    | Jan-Olof Bohlin  | Škoda 130 LR                | B      | 15e à 1 h 47 min 10 s                      | 13e           |
| 42 | Phil Collins     | Roger Freeman    | Opel Manta 400              | B      | 14e à 1 h 27 min 11 s                      | 12e           |

## Classements finaux des championnats du monde

### Constructeurs
- Attribution des points : 10, 9, 8, 7, 6, 5, 4, 3, 2, 1 respectivement aux dix premières marques de chaque épreuve, additionnés de 8, 7, 6, 5, 4, 3, 2, 1 respectivement aux huit premières de chaque groupe (seule la voiture la mieux classée de chaque constructeur marque des points). Les points de groupe ne sont attribués qu'aux concurrents ayant terminé dans les dix premiers au classement général[8].
- Seuls les huit meilleurs résultats (sur onze épreuves) sont retenus pour le décompte final des points. Peugeot doit donc décompter les six points acquis au Safari et les seize acquis au Sanremo et Audi les douze points marqués en Grande-Bretagne.

| Pos. | Marque       | Points    | M-C  | SUE  | POR  | SAF   | COR  | ACR  | NZ   | ARG  | FIN  | SAN   | RAC   |
| ---- | ------------ | --------- | ---- | ---- | ---- | ----- | ---- | ---- | ---- | ---- | ---- | ----- | ----- |
| 1    | Peugeot      | 142 (164) | 10+8 | 10+8 | 10+8 | (4+2) | 9+7  | 10+8 | 10+8 | 10+8 | 10+8 | (9+7) | -     |
| 2    | Audi         | 126 (138) | 9+7  | 9+7  | 8+6  | -     | -    | 9+7  | 8+6  | 9+7  | 9+7  | 10+8  | (7+5) |
| 3    | Lancia       | 70        | 5+3  | -    | 9+7  | -     | -    | -    | -    | -    | 8+6  | 8+6   | 10+8  |
| 4    | Nissan       | 56        | -    | -    | 3+1  | 8+6   | -    | 7+5  | 5+3  | 7+5  | -    | -     | 4+2   |
| 5    | Toyota       | 44        | -    | -    | 2+8  | 10+8  | -    | -    | -    | -    | 4+2  | -     | 6+4   |
| 6    | Renault      | 38        | 4+2  | -    | -    | -     | 10+8 | -    | -    | 6+8  | -    | -     | -     |
| 7    | Volkswagen   | 29        | -    | -    | -    | -     | -    | 2+8  | -    | -    | 2+7  | 2+8   | -     |
| 8    | Opel         | 25        | -    | 2+2  | -    | 7+5   | -    | -    | -    | -    | -    | 1+0   | 5+3   |
| 9    | Porsche      | 24        | -    | -    | -    | -     | 8+6  | 6+4  | -    | -    | -    | -     | -     |
| 10   | Mazda        | 22        | -    | 3+3  | -    | -     | -    | 8+6  | -    | -    | -    | -     | 2+0   |
| 11   | Ford         | 21        | -    | -    | 5+3  | -     | -    | -    | 4+2  | 2+5  | -    | -     | -     |
| 12   | Subaru       | 20        | -    | -    | -    | 1+8   | -    | -    | 3+8  | -    | -    | -     | -     |
| 13   | Austin/Rover | 14        | -    | -    | -    | -     | -    | -    | -    | -    | -    | -     | 8+6   |
| 13=  | Alfa Romeo   | 14        | -    | -    | -    | -     | 6+8  | -    | -    | -    | -    | -     | -     |
| 15   | Chevrolet    | 9         | -    | -    | -    | -     | -    | -    | -    | 3+6  | -    | -     | -     |
| 15=  | BMW          | 9         | -    | -    | -    | -     | 1+8  | -    | -    | -    | -    | -     | -     |
| 17   | Talbot       | 8         | -    | -    | -    | -     | 4+4  | -    | -    | -    | -    | -     | -     |
| 18   | Citroën      | 4         | 3+1  | -    | -    | -     | -    | -    | -    | -    | -    | -     | -     |

### Pilotes
- Attribution des points : 20, 15, 12, 10, 8, 6, 4, 3, 2, 1 respectivement aux dix premiers de chaque épreuve.
- Seuls les sept meilleurs résultats (sur douze épreuves) sont retenus pour le décompte final des points. Timo Salonen doit donc décompter les douze points marqués en Suède et les quatre marqués au Tour de Corse.

| Pos. | Pilote           | Marque       | Points    | M-C | SUE  | POR | SAF | COR | ACR | NZ | ARG | FIN | SAN | CIV | RAC |
| ---- | ---------------- | ------------ | --------- | --- | ---- | --- | --- | --- | --- | -- | --- | --- | --- | --- | --- |
| 1    | Timo Salonen     | Peugeot      | 127 (143) | 12  | (12) | 20  | (4) | -   | 20  | 20 | 20  | 20  | 15  | -   | -   |
| 2    | Stig Blomqvist   | Audi         | 75        | 10  | 15   | 10  | -   | -   | 15  | 10 | -   | 15  | -   | -   | -   |
| 3    | Walter Röhrl     | Audi         | 59        | 15  | -    | 12  | -   | -   | -   | 12 | -   | -   | 20  | -   | -   |
| 4    | Ari Vatanen      | Peugeot      | 55        | 20  | 20   | -   | -   | -   | -   | 15 | -   | -   | -   | -   | -   |
| 5    | Juha Kankkunen   | Toyota       | 48        | -   | -    | -   | 20  | -   | -   | -  | -   | -   | -   | 20  | 8   |
| 5=   | Henri Toivonen   | Lancia       | 28        | 6   | -    | -   | -   | -   | -   | -  | -   | 10  | 12  | -   | 20  |
| 7    | Markku Alén      | Lancia       | 37        | -   | -    | -   | -   | -   | -   | -  | -   | 12  | 10  | -   | 15  |
| 8    | Björn Waldegård  | Toyota       | 34        | -   | -    | -   | 15  | -   | -   | -  | -   | 4   | -   | 15  | -   |
| 9    | Mike Kirkland    | Nissan       | 26        | -   | -    | -   | 12  | -   | 4   | -  | -   | -   | -   | 10  | -   |
| 10   | Per Eklund       | Audi         | 24        | -   | 8    | -   | -   | -   | -   | -  | -   | 6   | -   | -   | 10  |
| 11   | Bruno Saby       | Peugeot      | 23        | 8   | -    | -   | -   | 15  | -   | -  | -   | -   | -   | -   | -   |
| 11=  | Massimo Biasion  | Lancia       | 23        | 2   | -    | 15  | -   | -   | -   | -  | -   | -   | 6   | -   | -   |
| 13   | Jean Ragnotti    | Renault      | 20        | -   | -    | -   | -   | 20  | -   | -  | -   | -   | -   | -   | -   |
| 13=  | Shekhar Mehta    | Nissan       | 20        | -   | -    | -   | -   | -   | 10  | -  | 10  | -   | -   | -   | -   |
| 15   | Alain Ambrosino  | Nissan       | 18        | -   | -    | -   | 6   | -   | -   | -  | -   | -   | -   | 12  | -   |
| 16   | Ingvar Carlsson  | Mazda        | 16        | -   | 3    | -   | -   | -   | 12  | -  | -   | -   | -   | -   | 1   |
| 17   | Wilfried Wiedner | Audi         | 15        | -   | -    | -   | -   | -   | -   | -  | 15  | -   | -   | -   | -   |
| 18   | Bernard Béguin   | Porsche      | 12        | -   | -    | -   | -   | 12  | -   | -  | -   | -   | -   | -   | -   |
| 18=  | Carlos Reutemann | Peugeot      | 12        | -   | -    | -   | -   | -   | -   | -  | 12  | -   | -   | -   | -   |
| 18=  | Tony Pond        | Austin/Rover | 12        | -   | -    | -   | -   | -   | -   | -  | -   | -   | -   | -   | 12  |
| 21   | Werner Grissmann | Audi         | 11        | -   | -    | 8   | -   | -   | -   | -  | -   | -   | 3   | -   | -   |
| 22   | Hannu Mikkola    | Audi         | 10        | -   | 10   | -   | -   | -   | -   | -  | -   | -   | -   | -   | -   |
| 22=  | Rauno Aaltonen   | Opel         | 10        | -   | -    | -   | 10  | -   | -   | -  | -   | -   | -   | -   | -   |
| 22=  | Billy Coleman    | Porsche      | 10        | -   | -    | -   | -   | 10  | -   | -  | -   | -   | -   | -   | -   |